# Merle à bec noir
Turdus ignobilis
Ne doit pas être confondu avec Merle noir.
Espèce
Statut de conservation UICN

 LC  : Préoccupation mineure
Le Merle à bec noir (Turdus ignobilis) est une espèce d'oiseaux (merle) appartenant à la famille des Turdidae.

## Répartition
Cet oiseau peuple la région andine (Colombie), l'ouest du Venezuela et de manière plus dissoute la Gran Sabana et l'Ouest de l'Amazonie (jusqu'au nord de la Bolivie).

## Habitat
Son cadre naturel de vie est les forêts humides de plaines et de montagnes tropicales ou subtropicales, les zones de broussailles sèches et les forêts anciennes fortement dégradées.

## Sous-espèces
Cet oiseau est représenté par 3 sous-espèces :
- T. i. goodfellowi	Hartert, E & Hellmayr, 1901	— montagnes de la Colombie (ouest)
- T. i. ignobilis	Sclater, PL, 1858 — montagnes de Colombie (centre, est)
- T. i. debilis	Hellmayr, 1902 — est de la Colombie, ouest du Venezuela et ouest de l'Amazonie